# Lagrange Point
Lagrange Point (ラグランジュポイント?) è un videogioco di ruolo sviluppato e pubblicato nel 1991 da Konami per Family Computer.